# VEB Automobilwerk Zwickau
VEB Automobilwerk Zwickau (AWZ) var en automobilfabrik, beliggende i den tyske by Zwickau, og var i DDR-tiden den bilfabrik, der fra 1955 til 1959 fremstillede den østtyske bil P70 og fra 1958 og til 1991 (efter genforeningen i 1990) fremstillede den østtyske bil Trabant.
| Tyskland | Spire Denne artikel om et firma eller en virksomhed i Tyskland er en spire som bør udbygges. Du er velkommen til at hjælpe Wikipedia ved at udvide den. |